# Římskokatolická farnost Roztoky
Římskokatolická farnost Roztoky (lat. Ronstokium) je církevní správní jednotka sdružující římské katolíky na území vesnice Roztoky a v jejím okolí. Organizačně spadá do ústeckého vikariátu, který je jedním z 10 vikariátů litoměřické diecéze.

## Historie farnosti
První písemná zmínka o farní lokalitě Roztoky pochází z roku 1186. Již v roce 1384 zde existovala plebánie. Matriky jsou vedeny od roku 1785. O roku 1786 byla v Roztokách lokálie. Fara byla zřízena v letech 1857–1858.

### Duchovní správcové vedoucí farnost
Začátek působnosti jmenovaného v duchovní správě farnosti od:
- 1786 cap. loc. Jos. Dix
- 1801 cap. loc. vacat
- 1801 cap. loc. Jos. Switter, † 3.5.1808
- 1808 cap. loc. Christoph. Lumpe, n. 27.2.1751 Ehrenbergens, o. 1775
- 1818 cap. loc. Florian. Seidl, n. 27.3.1785 Rosendorf, o. 10.11.1807, † 2.10.1852
- 1831 cap. loc. vacat
- 1832 cap. loc. Franc. Scheiter, n. 25.12.1795 Obergeorgenthal, o. 24.8.1820, † 7.1.1861
- 1847 cap. loc. Alex. Ulm, n. 29.4.1804 Jirkov, o. 4.9.1827, † 27.11.1884
- 1849 cap. loc. Car. Wettengel, n. 17.2.1807 Sranicens., o. 5.8.1831
- 1853 proto-par. (prvo-farář) Car. Wettengel, n. 17.2.1807 Sranicens., o. 5.8.1831, † 30.4.1897
- 1858 Franc. Schuh, n. 3.10.1817 Niemtichaviens., o. 25.7.1843
- 1863 Alois Fischer, n. 7.9.1820 Teplitz, o. 25.7.1845, † 30.6.1864
- 1865 Jos. Rother, n. 8.9.1825 Markersdorfium, o. 25.7.1852, † 20.7.1874
- 1874 par. vacat, admin. int. Ferd. Ullrich
- 1875 Frieder. Holoubek, n. 4.3.1840 B. Kamnitz, o. 19.7.1863, † 23.7.1907
- 1889 par. vacat, admin. int. excur. Anton. Zimmler
- 1890 Herrmann. Krenn, n. 10.8. 1857 Teplitz, o. 19.7.1879, † 16.8.1925
- 1907 Wenc. Šťastný, n. 16.1.1869 Trenčín, o. 17.6.1894, † 14.5.1937
- 1918 par. vacat admin. interc. Gustav. Elsner
- 1919 Gust. Elsner, n. 29.9.1883 Borkendorf (D), o. 16.7.1911
- 1.9.1934 Josef Kögler, n. 16.11.1890 Nieder Kreibitz, o. 11.7.1915
- 27.11.1946 Oscar Fuchs
- 1.12.1952 Josef Havelka
  - Otakar Moc
- 2.8.1966 Milan Bezděk
- 15.2.1969 Jan Bláha
- 1.7.1975 Ladislav Vik
- 1.8.1975 Viktor Maretta
- 1.10.1990 Antonín Sporer
- 1.11.1990 Hynek Šťastný
- 15.8.1991 Viktor Maretta
- 1.2.1992 Hynek Šťastný
- 1.1.1999 Antonín Sporer
  - 24.4.1999 Jan Pobuda
- 1.6.2008 Josef Mazura, administrátor exc. z Ústí nad Labem-Střekov[3]

Kromě kněží stojících v čele farnosti, působili ve farnosti v průběhu její historie i jiní kněží. Většinou pracovali jako farní vikáři, kaplani, katecheté, výpomocní duchovní aj.

## Území farnosti
Do farnosti náleží území těchto obcí:
- Roztoky (Rongstock[p 2])
- Povrly (Pömmerle[p 2])

## Římskokatolické sakrální stavby a místa kultu na území farnosti
| | Fotografie | Stavba                            | Místo   | Bohoslužby                      | Zeměpisné souřadnice             | Status                  | Číslo kulturní památky                       |
| Kostely | Kostely    | Kostely                           | Kostely | Kostely                         | Kostely                          | Kostely                 | Kostely                                      |
| --- | ---------- | --------------------------------- | ------- | ------------------------------- | -------------------------------- | ----------------------- | -------------------------------------------- |
| 1. |            | Kostel Narození sv. Jana Křtitele | Roztoky | bližší informace o bohoslužbách | 50°41′13″ s. š., 14°10′50″ v. d. | farní kostel            | 10693/5-5642 (Pk•MIS•Sez•Obr•WD) (Q24045368) |
| 2. |            | Kostel Navštívení Panny Marie     | Povrly  | bližší informace o bohoslužbách | 50°40′24″ s. š., 14°9′40″ v. d.  | filiální kostel, obecní | —                                            |
| Některé drobné sakrální stavby a pamětihodnosti lze dohledat zde v databázi Drobné sakrální památky Zaniklé sakrální stavby lze dohledat zde v databázi Poškozené a zničené kostely, kaple a synagogy v České republice |            |                                   |         |                                 |                                  |                         |                                              |

Ve farnosti se mohou nacházet i další drobné sakrální stavby, místa římskokatolického kultu a pamětihodnosti, které neobsahuje tato tabulka.

## Příslušnost k farnímu obvodu
Z důvodu efektivity duchovní správy byl vytvořen farní obvod (kolatura) farnosti Ústí nad Labem-Střekov, jehož součástí je i farnost Roztoky, která je tak spravována excurrendo.